# Ovada
Ovada es un municipio italiano situado en la provincia de Alessandria, en Piamonte. Tiene una población estimada, a fines de junio de 2024, de 10 880 habitantes.

## Evolución demográfica
| Gráfica de evolución demográfica de Ovada entre 1861 y 2024 |
|                                                             |
| Fuente: ISTAT - Elaboración gráfica de Wikipedia            |